# Ampelisca spinicaudata
Ampelisca spinicaudata is een vlokreeftensoort uit de familie van de Ampeliscidae. De wetenschappelijke naam van de soort is voor het eerst geldig gepubliceerd in 1972 door Ledoyer.